# اوتار ديناجبور
اوتار ديناجبور رمزها «UD» (بالإنجليزية: Uttar  Dinajpur)‏ ، هو تقسيم إداري لدولة الهند تتبع ولاية البنغال الغربية (بالإنجليزية: West  Bengal)‏ ، مركزها هو مدينة رانجانج (بالإنجليزية: Raiganj)‏ عدد سكانها حسب تعداد سنة 2001 هو 2,441,824 ، مساحتها 3,180 كم² وكثافة السكان 768 لكل كم² .